# К-535 «Юрій Долгорукій»
| К-535 «Юрій Долгорукий»                                                                                       | К-535 «Юрій Долгорукий»                                                                                                   | К-535 «Юрій Долгорукий»                                                                                                   |
| --- | --- | --- |
| рос. К-535 «Юрий Долгорукий»                                                                                  | | |
| | | |
| Схематичне зображення радянського підводного човна проєкту 955 «Борей»                                        | | |
| Верф | завод № 402, Сєверодвінськ                                                                                                | завод № 402, Сєверодвінськ                                                                                                |
| Під прапором                                                                                                  | Росія | Росія |
| Належність | Військово-морські сили Російської Федерації                                                                               | Військово-морські сили Російської Федерації                                                                               |
| Порт приписки                                                                                                 | Гаджиєво | Гаджиєво |
| На честь | Юрій Долгорукий | Юрій Долгорукий |
| Закладений | 2 листопада 1996 | 2 листопада 1996 |
| Спуск на воду                                                                                                 | 12 лютого 2008 | 12 лютого 2008 |
| Введений до складу флоту                                                                                      | 10 січня 2013 | 10 січня 2013 |
| Перейменований                                                                                                | до 1 травня 1996 року мав назву «Санкт-Петербург»                                                                         | до 1 травня 1996 року мав назву «Санкт-Петербург»                                                                         |
| Перекваліфікований                                                                                            | закладався під ракетний комплекс Д-19УТТХ з 12 БРПЧ Р-39УТТХ «Барк»                                                       | закладався під ракетний комплекс Д-19УТТХ з 12 БРПЧ Р-39УТТХ «Барк»                                                       |
| На службі | з 2013–по т.ч. | з 2013–по т.ч. |
| Сучасний статус                                                                                               | в строю | в строю |
| Проєкт | | |
| Тип ПЧ | атомний підводний човен з балістичними ракетами                                                                           | атомний підводний човен з балістичними ракетами                                                                           |
| Розробник проєкту                                                                                             | КБ «Рубін» | КБ «Рубін» |
| Класифікація НАТО                                                                                             | Borey | Borey |
| Вартість | - 433 млн $ (2010) - 23 млрд ₽ (2011)                                                                                     | - 433 млн $ (2010) - 23 млрд ₽ (2011)                                                                                     |
| Основні характеристики                                                                                        | | |
| Швидкість (надводна)                                                                                          | 15 вузлів (27,8 км/год)                                                                                                   | 15 вузлів (27,8 км/год)                                                                                                   |
| Швидкість (підводна)                                                                                          | 29 вузлів (55 км/год) | 29 вузлів (55 км/год) |
| Робоча глибина занурення                                                                                      | 400 м | 400 м |
| Гранична глибина занурення                                                                                    | 480 м | 480 м |
| Автономність плавання                                                                                         | 90 діб | 90 діб |
| Екіпаж | 107 осіб | 107 осіб |
| Розміри | | |
| Довжина найбільша (по КВЛ)                                                                                    | 170 м | 170 м |
| Ширина корпусу найб.                                                                                          | 13,5 м | 13,5 м |
| Середня осадка (по КВЛ)                                                                                       | 9 м | 9 м |
| Водотоннажність надводна                                                                                      | 14 720 т | 14 720 т |
| Водотоннажність підводна                                                                                      | 24 000 т | 24 000 т |
| Силова установка                                                                                              | | |
| Атомна: 1 × атомний реактор ОК-650В на теплових нейтронах 1 × парова турбіна, 50000 к.с. 1 × водометний рушій | | |
| Гвинти | 2 | 2 |
| Потужність | 190 МВт (98 000 к.с.) | 190 МВт (98 000 к.с.) |
| Озброєння | | |
| Торпедно- мінне озброєння                                                                                     | 8 ТА калібру 533-мм; протичовновий ракетний комплекс «В'юга»; ракето-торпеди «Водопад» (до 40 торпед, мін, ракето-торпед) | 8 ТА калібру 533-мм; протичовновий ракетний комплекс «В'юга»; ракето-торпеди «Водопад» (до 40 торпед, мін, ракето-торпед) |
| Ракетне озброєння                                                                                             | ракетний комплекс Д-30 з 16 БРПЧ Р-30 «Булава»                                                                            | ракетний комплекс Д-30 з 16 БРПЧ Р-30 «Булава»                                                                            |
| ППО | ПЗРК «Стріла-3М» або «Верба»                                                                                              | ПЗРК «Стріла-3М» або «Верба»                                                                                              |
| Зображення на Вікісховищі                                                                                     | | |

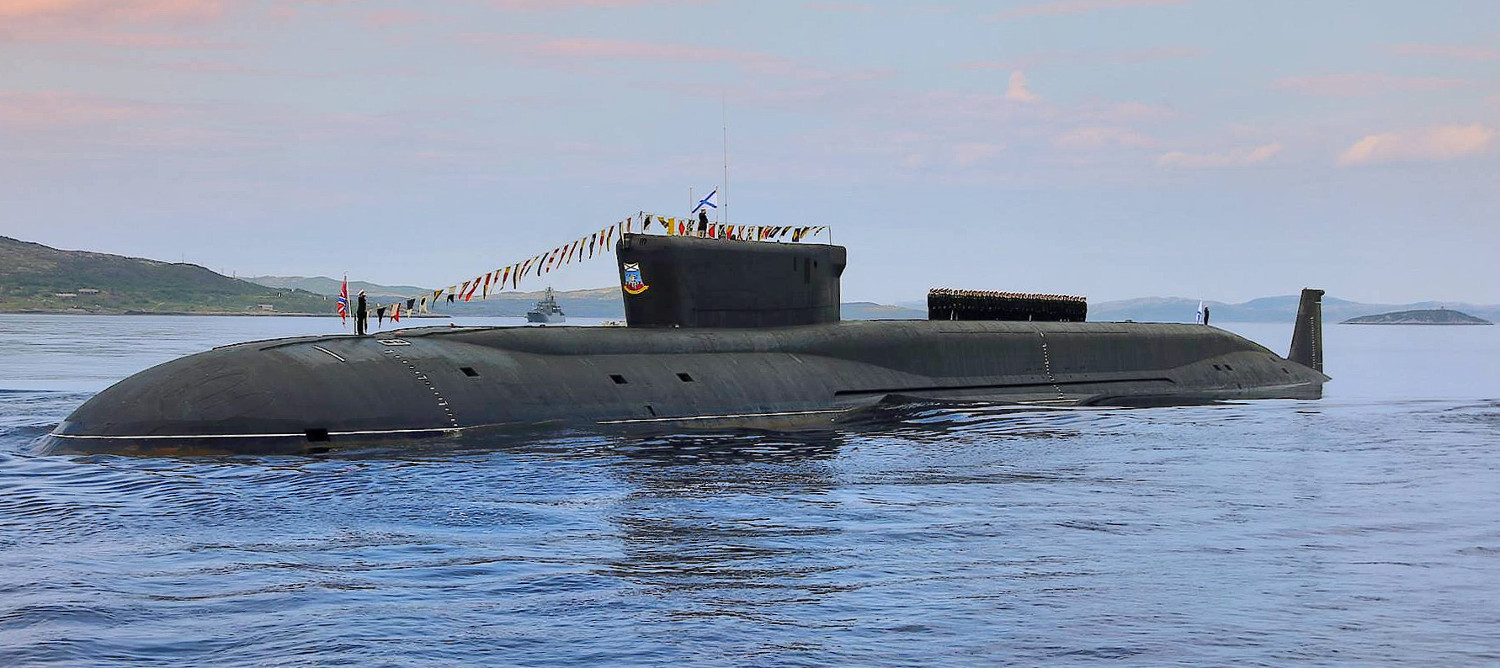
К-535 «Юрій Долгорукий» повертається на базу в Гаджієво. 19 жовтня 2015

К-535 «Юрій Долгорукий» (рос. К-535 «Юрий Долгорукий») — російський атомний підводний човен з балістичними ракетами проєкту 955 «Борей». Закладений 2 листопада 1996 року під назвою К-535 «Санкт-Петербург» на заводі № 402 у Сєверодвінську під заводським номером 201. 12 лютого 2008 року спущений на воду. 10 січня 2013 року включений до складу входить до складу дивізії підводних човнів Північного флоту Росії.

## Історія служби
Очікувалося, що підводний човен буде переданий на озброєння Тихоокеанського флоту Росії в першій половині 2011 року, але в грудні 2010 року було оголошено, що «Юрій Долгорукій» має технічні несправності й буде відправлений на ремонт. Роботи триватимуть щонайменше пів року, після чого підводний човен продовжить випробування ракети «Булава» і може бути готовий до бойового застосування до другої половини 2011 року.
7 червня 2011 року «Юрій Долгорукий» покинув верф «Севмаш» для продовження ходових випробувань і 28 червня перша БРПЧ «Булава» була успішно запущена з води.
12 січня 2012 року було повідомлено, що підводний човен успішно завершив державні випробування і що «Юрій Долгорукий» буде готовий до введення в експлуатацію протягом найближчих кількох місяців. Пізніше повідомлялося, що і «Юрій Долгорукий», і «Олександр Невський» надійдуть на озброєння влітку 2012 року. Очікувалося, що «Юрій Долгорукий» увійде до складу ВМФ Росії до кінця року, але проведені в ході останніх ходових випробувань тести виявили ряд технічних недоліків. Програмні збої в автоматизованій системі управління пуском не дозволили провести подальші випробування основної зброї підводного човна — ракети «Булава». «Ми очікуємо, що підводний човен „Юрій Долгорукий“ надійде на озброєння у 2013 році», — сказав тодішній міністр оборони Росії Анатолій Сердюков російським депутатам на нараді з питань оборони.
Суднобудівний завод «Севмаш» вимагав від Міноборони Росії 30 мільйонів рублів за те, що воно не прийняло «Юрія Долгорукого», оскільки воно повинно обслуговувати підводний човен, оскільки тодішній міністр оборони Анатолій Сердюков вирішив відкласти введення підводного судна в експлуатацію і, отже, відтермінувати усі витрати на утримання. За даними джерела, неприйняття підводного човна пов'язане з відсутністю швартових причалів, у першу чергу на Камчатці, де планувалося розмістити перші дві підводні човни класу «Борей» — «Юрій Долгорукий» і «Олександр Невський».
Остаточно «Юрій Долгорукий» увійшов до складу ВМФ Росії 10 січня 2013 року. Офіційну церемонію підняття прапора ВМФ Росії на підводному човні очолив міністр оборони Сергій Шойгу. Виступаючи по відеозв'язку, він повідомив президенту Володимира Путіна, що на підводному човні піднято Андріївський прапор, який символічно ознаменував введення підводного човна до складу ВМФ Росії. У 2014 році, після серії навчань, підводний човен повністю набув бойових спроможностей і був прийнятий до складу Північного флоту Росії. 2015 року «Юрій Долгорукий» завершив своє перше патрулювання стримування.